# Owingen
Owingen est une commune de Bade-Wurtemberg (Allemagne), située dans l'arrondissement du Lac de Constance, dans la région Bodensee-Oberschwaben, dans le district de Tübingen.
La ville est jumelée avec Coudoux, dans les Bouches-du-Rhône, en France.